# Electricity (Boot)
Die Electricity wurde 1882 bei Yarrow in Millwall (London) gebaut und von Anthony Reckenzaun mit einer elektrischen Antriebsanlage, bestehend aus Akkumulatoren als Stromquelle und zwei Elektromotoren zum Antrieb des Propellers ausgerüstet.

## Beschreibung
Die Electricity wurde bei der Yarrow Shipyard in Millwall (London) gebaut, hatte einen Stahlrumpf, war rund 8 m lang, 1,6 m breit und hatte 0,6 m Tiefgang. Als Stromquelle der Electricity dienten 45 Akkumulatorzellen von der Electric Power Storage Company, die auf zwei gekuppelte Elektro-Motoren vom Hersteller Siemens wirkten und einen Propeller von 0,5 m Durchmesser mit einer Nenndrehzahl von 350/min antrieben. Die Elektromotoren hatten eine Nenndrehzahl von 950/min, mit einem Getriebe wurde die Drehzahl untersetzt und umgesteuert. Die Akkumulatoren und elektrischen Antriebsmaschinen wurden verdeckt unterhalb des Holzdecks angeordnet. Die Kapazität der Akkumulatoren reichte für etwa sechs Betriebsstunden bei einer durchschnittlichen Geschwindigkeit von 8 Knoten.

## Geschichte
Im Jahr 1882 entwarf Anthony Reckenzaun mit der akkuelektrischen Electricity eines der ersten bedeutenden elektrisch angetriebenen Booten in England. Das Boot fuhr bei der Jungfernfahrt auf der Themse besetzt mit vier Personen stromaufwärts von Millwall nach London. Dabei erreichte es mit der Nennleistung der Antriebsmotoren eine Geschwindigkeit von 8 Knoten. 